# The Last of Us
The Last of Us és un videojoc d'acció i terror desenvolupat per Naughty Dog i publicat per Sony Computer Entertainment en exclusiva per a Playstation 3. El joc es va revelar el 10 de desembre de 2011 durant la gala dels Video Game Awards de Spike TV, generant molta expectació, i es va llançar a la venda el 14 de juny de 2013 a tot el món, excepte al Japó, que sortiria sis dies més tard.
L'argument de The Last of Us gira al voltant d'en Joel, el personatge controlat pel jugador. Joel és un contrabandista que viu en uns post-apocalíptics Estats Units d'Amèrica l'any 2033. La plaga que ha assolat al món és un paràsit, un fong mutat de Cordyceps, que afecta els humans i que els converteix en criatures infectades. En aquesta situació, la història comença quan Joel i la seva companya Tess reben l'encàrrec de dur una nena petita, l'Ellie, a un grup fora de la zona de quarantena. Els ho encarrega la líder del grup, una organització de resistència anti-governamental anomenat les "lluernes", que creu que l'Ellie podria ser la clau per la salvació de l'espècie humana.
The Last of Us va rebre excel·lents crítiques en tots els aspectes i es va convertir en el videojoc de Playstation 3 més ràpidament venut de l'any 2013, amb 3,4 milions de còpies en tres setmanes.

## Sistema de joc
The Last of Us té dos modes de joc diferents: un jugador i el mode en línia. En ambdós casos la perspectiva és en tercera persona.

### Un jugador
A la història el jugador controla en Joel, mentre que la resta de personatges, generalment, són controlats per la intel·ligència artificial. En aquest mode de joc el jugador lluita per complir el seu encàrrec contra infectats i supervivents, humans que no estan infectats però que sovint són hostils. Per poder-los combatre hi ha un ampli ventall d'armament, pistoles, fusells, ganivets... i també de tàctiques, atacar amb sigil pel darrere, generar distraccions per separar els enemics, posar trampes.
A més a més, durant el periple, els personatges s'aniran trobant diferents peces i materials que els permetran millorar les armes o crear-ne de noves, com còctels molotov. Aquests elements són consumibles i s'han d'anar recollint per poder disposar d'una bona varietat de recursos per superar els enemics.
Més enllà del sistema de combat, al mode d'un jugador hi ha moments absents de lluita on els personatges conversen o interaccionen i ens permeten comprendre les seves motivacions, esperances, temors.

### Multijugador
El multijugador a The Last of Us és un complement pels jugadors que vulguin una experiència més dinàmica, amb combats frenètics. En aquest mode hi ha dues opcions de joc: "robatori de subministraments" i "supervivents". En ambdós casos primer s'ha de triar bàndol, o caçadors (una comunitat que sobreviuen ajudant-se els uns als altres) o "lluernes" (l'organització anti-governamental de caràcter marcial).
A l'opció "robatori de subministraments" s'han d'eliminar els enemics per poder aconseguir els recursos, en cas de morir-se durant el combat el personatge es regenerarà. A l'altra opció, "supervivents", els dos equips s'han d'enfrontar en un combat a mort sense regeneració. En qualsevol cas, el jugador pot personalitzar el personatge que controla; canviant l'aparença o donant-li habilitats de franctirador, assalt, suport o sigil.